# 因蒂瓦紐南山
12°32′02″S 75°20′51″W / 12.53389°S 75.34750°W
因蒂瓦紐南山（Inti Wañunan），是秘魯的山峰，位於該國中南部萬卡韋利卡大區，由阿科班比亞區和上瓊戈斯區負責管轄，屬於安地斯山脈的一部分，海拔高度4,600米。